# Rubens Minelli
Rubens Francisco Minelli (San Paolo, 19 dicembre 1928 – San Paolo, 23 novembre 2023) è stato un allenatore di calcio, dirigente sportivo e calciatore brasiliano, di ruolo ala.
Tra i tecnici di maggior successo in Brasile, ha legato principalmente il suo nome a Internacional e San Paolo, con cui ha vinto il campionato brasiliano per tre volte consecutive tra il 1975 e il 1977 (rispettivamente due e un titolo). Terminata la carriera da allenatore divenne dirigente di diversi club, tra cui San Paolo, Atlético Paranaense, Paraná e Avaí. Nel 2008 ha lavorato come opinionista per Rádio Jovem Pan.

## Carriera

### Giocatore
Giocò come ala sinistra in vari club dello stato di San Paolo — tra cui lo stesso San Paolo che allenerà anni dopo — come Ypiranga e Nacional. Nel 1956, quando militava nel São Bento di Sorocaba, si infortunò gravemente (frattura al piede sinistro) durante un'amichevole contro l'União di Mogi das Cruzes, e dovette ritirarsi a soli ventisette anni. Durante la carriera in campo vinse un solo titolo, il Campeonato Paulista Série A2 del 1954 con il Taubaté.

### Allenatore
Iniziò allenando le squadre calcistiche della facoltà di scienza dell'Universidade de São Paulo e la selezione della FUPE (Federação Universitária Paulista de Esportes). Canhotinho, che lo aveva avuto come tecnico durante gli anni universitari, gli fece avere l'incarico di guidare le giovanili del Palmeiras; Minelli vi rimase dal 1958 al 1963. In seguito ebbe la sua prima esperienza nella prima squadra di una società professionistica, l'América di São José do Rio Preto; debuttò il 31 marzo 1963 in un'amichevole vinta per 1-0 sul XV de Jaú all'Estádio Mário Alves Mendonça. Con detta compagine conquistò dunque la seconda divisione del Campionato Paulista nel 1963. Nel 1966 venne messo sotto contratto dal Botafogo di Ribeirão Preto, ove rimase per quattro mesi, prima di venire chiamato nuovamente dall'América per sostituire l'argentino Filpo Núñez. Alla guida dello Sport Club do Recife si classificò secondo al Campeonato Pernambucano 1967 e vinse il Torneio Início. Tornato allo Stato di San Paolo guidò la Francana al secondo posto in seconda divisione statale nel 1968. Dopo un passaggio al Guarani, Rubens Minelli tornò al Palmeiras, stavolta in prima squadra, dopo l'esperienza nel settore giovanile, andando a rilevare nuovamente Filpo Nuñez. Durante il suo periodo con il Palmeiras vinse il Trofeo Ramón de Carranza e Robertão nel 1969.
Fu però negli anni 1970 che Minelli costruì la propria fortuna come tecnico: arrivato all'Internacional, vinse per tre volte consecutive il campionato statale e fu alla guida della squadra che, con Falcão, Figueroa e Carpegiani — tra gli altri — in rosa vinse per due volte di fila il campionato brasiliano, nel 1975 e nel 1976. Trasferitosi al San Paolo, centrò nuovamente la vittoria del campionato nazionale nel 1978: la sfida in finale con il collega Burigo, alla guida dell'Atlético Mineiro, vide prevalere Minelli grazie ai tiri di rigore.
I successi in ambito nazionale (solo Vanderlei Luxemburgo ha fatto meglio di Minelli, che condivide con Muricy Ramalho ed Ênio Andrade quota tre campionati) fecero sì che venisse chiamato dal calcio asiatico: l'Al-Hilal, squadra saudita, lo assunse per la stagione 1979-1980; in seguito ai buoni risultati del club, la stessa Federazione calcistica saudita affidò la guida della Nazionale al tecnico brasiliano. Nel 1985 vinse di nuovo il Campionato Gaúcho, stavolta però con il Grêmio, squadra rivale dell'Internacional, e nel 1990 fu il primo allenatore in assoluto del Paraná, fondato proprio in quell'anno dalla fusione di Colorado e Pinheiros. Con la società paranaense vinse due campionati statali, poco prima di chiudere la carriera in panchina.

## Palmarès

### Giocatore

#### Club

##### Competizioni nazionali
- Campeonato Paulista Série A2: 2

Taubaté: 1954

### Allenatore

#### Club

##### Competizioni nazionali
- Campeonato Paulista Série A2: 1

América-SP: 1963
- Torneo Roberto Gomes Pedrosa: 1

Palmeiras: 1969
- Campionato Gaúcho: 4

Internacional: 1974, 1975, 1976
Grêmio: 1985
- Campionato brasiliano: 4

Palmeiras: 1969
Internacional: 1975, 1976
San Paolo: 1977
- Coppa della Corona del Principe saudita: 1

Al-Hilal: 1980
- Campionato Paranaense: 2

Paraná: 1994, 1997